# Maniola tithonioides
Maniola tithonioides är en fjärilsart som beskrevs av Turati 1911. Maniola tithonioides ingår i släktet Maniola och familjen praktfjärilar. Inga underarter finns listade i Catalogue of Life.